# 課徴金
課徴金（かちょうきん）とは、国家が国権に基づいて徴収する租税以外の金銭をいう。財政法第3条より、すべて法律又は国会の議決に基いて定めなければならない。

## 概要
行政権に基づく例としては、私的独占の禁止及び公正取引の確保に関する法律（独占禁止法）、不当景品類及び不当表示防止法（景品表示法）、金融商品取引法、公認会計士法などに違反した場合に納付を命じられる課徴金、使用料、特許料などがあり、司法権に基づく例としては、罰金、科料、裁判費用などがある。
独占禁止法における課徴金とは、カルテル・入札談合等の違反行為防止という行政目的を達成するため、行政庁が違反事業者等に対して課す金銭的不利益のことをいう。公正取引委員会は、事業者又は事業者団体が課徴金の対象となる独占禁止法違反行為を行っていた場合、当該違反事業者等に対して、課徴金を国庫に納付することを命じる（課徴金納付命令）。
課徴金納付を命じられた際、別個に刑事上も罰金が科されることもあり、双方を科すことは二重処罰を禁ずる日本国憲法第39条に違反するという意見もあるが、最高裁判所はこれを合憲としている。なお、同一事件について、課徴金と罰金の双方が併せて課されるときは、罰金額の2分の1に相当する金額が課徴金から控除される。

## 独占禁止法における課徴金制度

### 現行課徴金制度の課題
独占禁止法における課徴金制度は、法定された客観的な算定要件・算定方式に従って、カルテル等の対象商品又は役務の売上額等に一律に一定率を乗ずる方法により画一的・機械的に算定される課徴金額を義務的に賦課する制度である。したがって、経済活動のグローバル化・多様化・複雑化等の進展に対応し、事案に即して違反行為に対応した適正な課徴金の額を柔軟に算定・賦課できないといわれている。また、日本では、諸外国に比して、事業者が当局の調査に協力するインセンティブ及び調査への非協力・妨害へのディスインセンティブを確保する仕組みが不十分であり、他方、事業者が調査協力を拒否したり調査妨害を行ったりしたとしても、課徴金額が増額されることはないといわれている。そして、国際標準的な制裁金等の制度との整合性に欠けているといわれている。

### 課徴金減免制度（リーニエンシー制度）
課徴金減免制度とは、事業者が自ら関与したカルテル・入札談合について、その違反内容を公正取引委員会に自主報告した場合、課徴金が減免される制度である。公正取引委員会が調査を開始する前に、他の事業者よりも早期に報告すれば、課徴金の減額率が大きくなる仕組みとなっており、公正取引委員会の調査開始日前と調査開始日以後とで合わせて、最大5社に適用される。事業者自らがその違反内容を報告し、更に資料を提出することにより、カルテル・入札談合の発見、解明を容易化して、競争秩序を早期に回復することを目的としている。
名古屋市発注の地下鉄工事を巡る談合事件（2007年）では、自主申告したゼネコン1社にリーニエンシー制度を適用し、刑事告発対象から除外した。北陸新幹線の融雪設備工事を巡る談合事件（2014年）や、東日本大震災で被災した高速道路復旧工事を巡る談合事件（2016年）でも適用されている。さらに、リニア工事を巡る独禁法違反事件で、大林組が課徴金減免制度に基づき公正取引委員会に違反を申告していた。

### 課徴金納付命令の最高額
独占禁止法違反に対する課徴金納付命令に関して、1事件の最高額は約270億円（対象者数5社。地方公共団体が発注するストーカ炉の建設工事の入札談合に関する事件）であり、1社に対する最高額は約131億円（自動車運送業務を行う船舶運航事業者による海運カルテルに関する事件）である。なお、2017年9月、欧州連合（EU）の欧州委員会は、GoogleがEU競争法に違反したとして、過去最高額の24億2000万ユーロ（約3146億円）の制裁金（課徴金に相当）を支払うように命じた。